# Уникурсальная гексаграмма

Непереплетённая уникурсальная гексаграмма

Переплетённая форма уникурсальной гексаграммы

Уникурсальная гексаграмма  — это гексаграмма или шестивершинная звезда, которая может быть нарисована уникурсально (то есть без отрыва карандаша от бумаги) одной линией, а не двумя наложенными линиями. Гексаграмму можно изобразить внутри окружности так, что вершины будут лежать на окружности. Часто эту гексаграмму рисуют в переплетённом виде, когда линии проходят выше или ниже, образуя узел. Уникурсальная гексаграмма является специфичным видом более общей формы, которую обсуждал Блез Паскаль в теореме 1639 года Hexagrammum Mysticum Theorem.

## В популярной культуре
- Уникурсальная гексаграмма была частью символа, называемого «Печатью Орихалка» [2], который был высечен на арке Неусыпных Драконов в Yu-Gi-Oh! (1996—2004)[3].
- Уникурсальная гексаграмма использовалась в мультфильме "Rental Magica" (Магия напрокат) для вызова ангела, способного стереть память Намы, чтобы держать её под контролем церкви.
- Уникурсальная гексаграмма появляется несколько раз в телевизионных сериях Сверхъестественное в качестве символа организации с названием «Просвященные» (в некоторых переводах - «Хранители Знаний»). Она также представлена заметно в сезоне 8 в эпизоде «С течением времени» как символ принадлежности обществу Просвященных. Упоминается, что гексаграмма находится над воротами в Атлантиду.
- Модифицированная версия символа появляется в кавер-версии пятого студийного альбома группы Mindless Self Indulgence «How I Learned to Stop Giving a Shit and Love Mindless Self Indulgence» .
- Используется в качестве символа Ада в компьютерной игре Heroes of Might and Magic V.
- Используется постоянно великобританской группой Bring Me The Horizon начиная с выпуска Sempiternal в 2013.
- Уникурсальную гексаграмму использовала группа Behemoth как часть опор сцены для их выступлений.
- Уникурсальную гексаграмму использовал также Орден Мартинистов, основанный в 1884 во Франции. В начале 1880-х годов знак этого ордена показывал уникурсальную гексаграмму на стороне символического куба снизу слева каждого диплома/патента 19-го столетия Ордена Мартинистов Папюса.
- Уникурсальная гексаграмма встречается в геральдике космодесантников Тёмных Ангелов из сеттинга Warhammer 40,000
- Уникурсальная гексаграмма использовалась на альбоме Plagues исполнителя Ghostemane